# NHL All-Star Game 2018
NHL All-Star Game 2018 – 63 Mecz Gwiazd ligi NHL odbył się 28 stycznia 2018 w hali Amalie Arena w Tampa. Gospodarzem po raz drugi (poprzednio w 1999) była miejscowa drużyna Tampa Bay Lightning. Tak jak w latach 2016 i 2017 wystąpiły cztery drużyny reprezentujące poszczególne dywizje. Zwyciężyła drużyna Dywizji Pacyficznej. MVP turnieju został Brock Boeser z Vancouver Canucks.

## Regulamin zawodów
Mecze rozgrywane były przez drużyny składające się z bramkarza i trzech zawodników w polu. Każdy mecz składał się z dwóch części po 10 minut każda. W przypadku remisu po 20 minutach o zwycięstwie miały decydować będą rzuty karne.

## Konkursy umiejętności
Tradycyjnie mecz Gwiazd poprzedziły w dniu 27 stycznia konkursy w sześciu konkurencjach. Konkursy miały charakter indywidualny a zwycięzca każdej konkurencji otrzymał 25 000 $. W poszczególnych konkurencjach zwyciężyli:
- najszybszy zawodnik – Connor McDavid (Edmonton Oilers) 13,454 sek.
- celność podań – Alex Pietrangelo (St. Louis Blues) 46,610 sek.
- obrona rzutów karnych – Marc-André Fleury (Vegas Golden Knights)  obrona kolejnych 14 rzutów karnych
- kontrola nad krążkiem – Johnny Gaudreau (Calgary Flames) 24,650 sek.
- siła strzału – Aleksandr Owieczkin (Washington Capitals) 101,3 mil/godz. (163,1 km/godz.)
- precyzja strzału – Brock Boeser (Vancouver Canucks) 11,136 sek.

## Składy drużyn
W pierwszej kolejności w drodze głosowania kibiców wybrani zostali kapitanowie drużyn. Głosowanie rozpoczęte 2 grudnia trwało do 1 stycznia 2018. W jego wyniku kapitanami poszczególnych dywizji zostali wybrani: Aleksandr Owieczkin (Dywizja Metropolitalna), Steven Stamkos (Dywizja Atlantycka), P.K. Subban (Dywizja Centralna) i Connor McDavid (Dywizja Pacyficzna).
Trenerami zespołów poszczególnych dywizji zostali mianowani trenerzy drużyn, które 6 stycznia posiadały największą procentową zdobycz punktową. Są to Jan Cooper (Tampa Bay Lightning) – Dywizja Atlantycka, Gerard Gallant (Vegas Golden Knights) – Dywizja Pacyficzna, Peter Laviolette (Nashville Predators) – Dywizja Centralna i Barry Trotz (Washington Capitals) – Dywizja Metropolitalna.
10 stycznia NHL Hockey Operations Departament ogłosił składy drużyn poszczególnych dywizji. Do każdej drużyny wybranych zostało sześciu napastników, trzech obrońców i dwóch bramkarzy przy założeniu, że z jednej drużyny nie może być więcej niż czterech zawodników i wszystkie drużyny dywizji muszą być reprezentowane. W związku z kontuzjami Jonathana Quicka zastąpił w drużynie Dywizji Pacyficznej Mike Smith, Brayden Point w Dywizji Atlantyckiej Victora Hedmana a Taylora Halla w Dywizji Metropolitalnej Brian Boyle. Z powodu choroby Setha Jonesa zastąpił w obronie Dywizji Metropolitalnej Zach Werenski.
| Dywizja Pacyficzna                   |                                |                                |                                 |                                        |                                       |
| Napastnicy                           |                                |                                |                                 |                                        |                                       |
| Connor McDavid Edmonton Oilers       | Brock Boeser Vancouvr Canucks  | Johnny Gaudreau Calgary Flames | James Neal Vegas Golden Knights | Rickard Rakell Anaheim Ducks           | Anže Kopitar Los Angeles Kings        |
| Obrońcy                              | Obrońcy                        | Obrońcy                        | Bramkarze                       | Bramkarze                              | Trener                                |
| Oliver Ekman Larsson Arizona Coyotes | Drew Doughty Los Angeles Kings | Brent Burns San Jose Sharks    | Mike Smith Calgary Flames       | Marc-André Fleury Vegas Golden Knights | ] Gerard Gallant Vegas Golden Knights |

| Dywizja Centralna               |                             |                                     |                                 |                                 |                                      |
| Napastnicy                      |                             |                                     |                                 |                                 |                                      |
| Patrick Kane Chicago Blackhawks | Eric Staal Minnesota Wild   | Nathan MacKinnon Colorado Avalanche | Tyler Seguin Dallas Stars       | Brayden Schenn St. Louis Blues  | Blake Wheeler Winnipeg Jets          |
| Obrońcy                         | Obrońcy                     | Obrońcy                             | Bramkarze                       | Bramkarze                       | Trener                               |
| P.K. Subban Nashville Predators | John Klingberg Dallas Stars | Alex Pietrangelo St. Louis Blues    | Connor Hellebuyck Winnipeg Jets | Pekka Rinne Nashville Predators | Peter Laviolette Nashville Predators |

| Dywizja Metropolitalna                  |                                   |                                     |                                   |                                   |                                   |
| Napastnicy                              |                                   |                                     |                                   |                                   |                                   |
| Aleksandr Owieczkin Washington Capitals | Sidney Crosby Pittsburgh Penguins | Josh Bailey New York Islanders      | John Tavares New York Islanders   | Brian Boyle New Jersey Devils     | Claude Giroux Philadelphia Flyers |
| Obrońcy                                 | Obrońcy                           | Obrońcy                             | Bramkarze                         | Bramkarze                         | Trener                            |
| Noah Hanifin Carolina Hurricanes        | Kris Letang Pittsburgh Penguins   | Zach Werenski Columbus Blue Jackets | Henrik Lundqvist New York Rangers | Braden Holtby Washington Capitals | Barry Trotz Washington Capitals   |

| Dywizja Atlantycka                 |                                     |                                   |                                         |                                     |                                         |
| Napastnicy                         |                                     |                                   |                                         |                                     |                                         |
| Steven Stamkos Tampa Bay Lightning | Nikita Kuczerow Tampa Bay Lightning | Brad Marchand Boston Bruins       | Aleksandr Barkov Florida Panthers       | Auston Matthews Toronto Maple Leafs | Jack Eichel Buffalo Sabres              |
| Obrońcy                            | Obrońcy                             | Obrońcy                           | Bramkarze                               | Bramkarze                           | Trener                                  |
| Mike Green Detroit Red Wings       | Erik Karlsson Ottawa Senators       | Brayden Point Tampa Bay Lightning | Andriej Wasilewskij Tampa Bay Lightning | Carey Price Montreal Canadiens      | J.Cooper Jon Cooper Tampa Bay Lightning |

## Wyniki spotkań
| PÓŁFINAŁY                                   |             | | |
| Drużyny                                     | Wynik meczu | Strzelcy bramek | Strzelcy bramek                                                                                      |
| Dywizja – Dywizja Pacyficzna Centralna      | 5 : 2       | 14:13 Drew Doughty (1), 16:57 James Neal (1), 18:14 Brock Boeser (1), 18:38 Brent Burns, 19:18 James Neal (2)                                                                       | 01:47 Nathan MacKinnon (1), 17:29 P.K. Subban (1)                                                    |
| Dywizja – Dywizja Atlantycka Metropolitalna | 7 : 4       | 05:30 Auston Matthews (1), 08:27 Nikita Kuczerow (1), 12:13 Nikita Kuczerow (2), 14:33 Brayden Point (1), 16:40 Jack Eichel (1), 17:41 Brad Marchand (1), 17:56 Nikita Kuczerow (3) | 01:09 Sidney Crosby (1) 07:43 Claude Giroux (1) 08:16 Aleksandr Owieczkin (1), 13:17 Kris Letang (1) |
| FINAŁ                                       |             | | |
| Dywizja – Dywizja Pacyficzna Atlantycka     | 5 : 2       | 00:59 Rickard Rakell (1), 05:05 Brock Boeser (2) 08:35 Drew Doughty (2), 11:51 Johnny Gaudreau (1), 17:24 Rickard Rakell (2)                                                        | 06:08 Mike Green (1), 13:26 Mike Green (2)                                                           |